# Estación de Playa del Carmen
Playa del Carmen es una estación de ferrocarril en Playa del Carmen, Quintana Roo. La estación permite conectar y atender el transporte local y el turismo a Playa del Carmen con otras partes de la Península de Yucatán. El 29 de febrero de 2024 fue inaugurada la estación, aunque el tramo Cancún-Tulum no fue puesto en servicio hasta dos semanas después, haciendo que los primeros pasajeros de la estación arribaran el 15 de marzo de 2024.
Actualmente la estación no se cuenta con rutas de transporte público, pero existe la opción de tomar un taxi del centro de Playa del Carmen que cobra alrededor de 100 pesos mexicanos. Se espera que un futuro la estación cuente con una Conexión Intermodal hacia la terminal de autobuses y sitios turísticos de Playa del Carmen.

## Historia

### Propuestas
La primera propuesta de la estación se presentó en 2021, y se pensaba que se ubicará en la carretera Cancún-Tulum, en esquina con la avenida 38. Esta localización había sido escogida por el presidente Andrés Manuel López Obrador, para que fuera un punto para aumentar el número de pasajeros que viajarán en el tren, además de ser un punto intermedio entre la zona comercial y el área habitacional del destino turístico.
La estación se pensaba de tres vías y dos andenes, en su diseño se observarían formas marinas, las cuales Fonatur llamo ‘una ola hecha edificio’, ya que tendría formas onduladas. La estación seráa elevada para no interferir con la movilidad en carretera que pasaría a un lado, además de que se integraría lla construcción de una estación de autobuses y sitio de taxis a ras de piso.
Tiempo después, el tramo 5 Norte tuvo que ser cambiado por lo que la ubicación de la estación cambio, quedando a aproximadamente a 6 km de Playa del Carmen, lo que hizo que el antigio concepto de la estación fuera descartado totalmente. La nueva estación sería encargada a Grupo ICA, la cual también hacia el tramo 5 Sur.

### Inauguración
Óscar David Lozano Águila, director general de la empresa Tren Maya, informó el 29 de enero de 2024 que el tramo 5 norte del Tren Maya, que va de Cancún a Playa del Carmen, sería inaugurado el 29 de febrero de 2024, con una longitud de 43.3 kilómetros de vía doble electrificada.
La estación formalmente fue inaugurada el 29 de febrero de 2024 por el presidente de México, Andrés Manuel López Obrador, aunque actualmente no se permite el acceso a la gente. La inauguración de la estación fue entre protestas de grupos ambientalistas y porras de adeptos al proyecto del presidente Andrés Manuel López Obrador, el Tren Maya llegó a Playa del Carmen, donde fue recibido en una estación a medio construir tras casi dos años de trabajos.
El X'Trapolis Tsíimin K’áak llegó a la estación a las 13:55 horas, tras casi dos horas de viaje luego de salir de la estación de Cancún Aeropuerto. Tras dos semanas después de la inauguración, los primeros pasajeros pudieron descender de la estación en un tren procedente de Cancún.